# Anisostena suturalis
Anisostena suturalis es una especie de coleóptero de la familia Chrysomelidae. Fue descrita científicamente por primera vez en 1907 por Julius Weise.